# Brasilia
Brasilia (en portugais : Brasília, /bɾaˈziljɐ/) est la capitale fédérale du Brésil et le siège du gouvernement du District fédéral. La construction de cette ville nouvelle, à un rythme soutenu, sous l'impulsion du président Juscelino Kubitschek qui souhaitait une meilleure répartition de l’activité économique alors concentrée sur les côtes, débute en 1956, pour une inauguration le 21 avril 1960.
Même si le cœur économique et démographique du Brésil reste concentré dans le sud-est du pays, le district a connu un très fort développement en quelques décennies, devenant la troisième entité urbaine du Brésil par sa population en 2021 (après São Paulo et Rio de Janeiro), ainsi que la quatrième région urbaine du pays[source insuffisante].
Brasília est membre de l'Organisation des villes du patrimoine mondial (OVPM).

## Histoire

### Le projet
Le projet de création d'une nouvelle capitale à l'intérieur des terres avait pour but de mieux répartir les richesses et la population, largement concentrées sur les côtes, et de mettre fin à la rivalité entre Rio de Janeiro, capitale politique et culturelle, et São Paulo, capitale économique.
Cette volonté est d'ailleurs inscrite dans la Constitution de 1891, et un territoire est défini. Ce n'est qu'en 1956 que le président Juscelino Kubitschek décide de concrétiser le projet de Brasília. Les premières infrastructures et les premiers bâtiments furent construits en mille jours, avant son inauguration le 21 avril 1960.

### Construction
Juscelino Kubitschek assure aux Brésiliens « 50 ans de progrès en 5 ans ». Le projet est dirigé par les architectes Oscar Niemeyer et Lúcio Costa (auteur du plan pilote), disciples du Corbusier,.
Avec des journées de travail atteignant dix-huit heures au début des années 1960, et des conditions de travail déplorables, les ouvriers étaient à la merci de la société de construction Novacap, à qui est attribué le chantier (syndicats interdits, fortes répressions, interventions policières, parfois les récalcitrants sont mitraillés à bout portant). Mais les promesses d'emploi engendrèrent de fortes espérances dans le pays.

### Depuis l'inauguration
Brasília est inaugurée en grande pompe le 21 avril 1960. Les administrations et les grands organismes étatiques quittent Rio de Janeiro pour s'installer dans la nouvelle capitale. Le déménagement ne fut pas toujours facile, certains fonctionnaires refusant leur mutation. Le Brésil dut menacer certains États d'une rupture des relations diplomatiques s'ils ne déménageaient pas leurs ambassades.
Le District fédéral compte un peu plus de trois millions d'habitants, alors que le plan pilote, la ville de Brasília au sens premier, le véritable cœur urbain, commercial, administratif et politique du district avait été conçu pour en accueillir 500 000. L'idée initiale de Lúcio Costa, qui n'a pas été tenue, était qu'une fois le cœur urbain peuplé, des villes satellites seraient planifiées, mais si les cités périphériques, à l'urbanisme souvent anarchique, abritent une grande majorité de la population, le plan pilote (classé au patrimoine mondial de l'UNESCO en 1987) reste peuplé de moins de 500 000 habitants, certains secteurs n'ayant d'ailleurs pas été construits, tels les superquadras (pt) nord : SQN 207, 413, 414.
Le 8 janvier 2023 la ville est le théâtre d'émeutes à la suite des élections présidentielles de fin 2022 marquant la défaite de Jair Bolsonaro.

## Géographie

### Situation

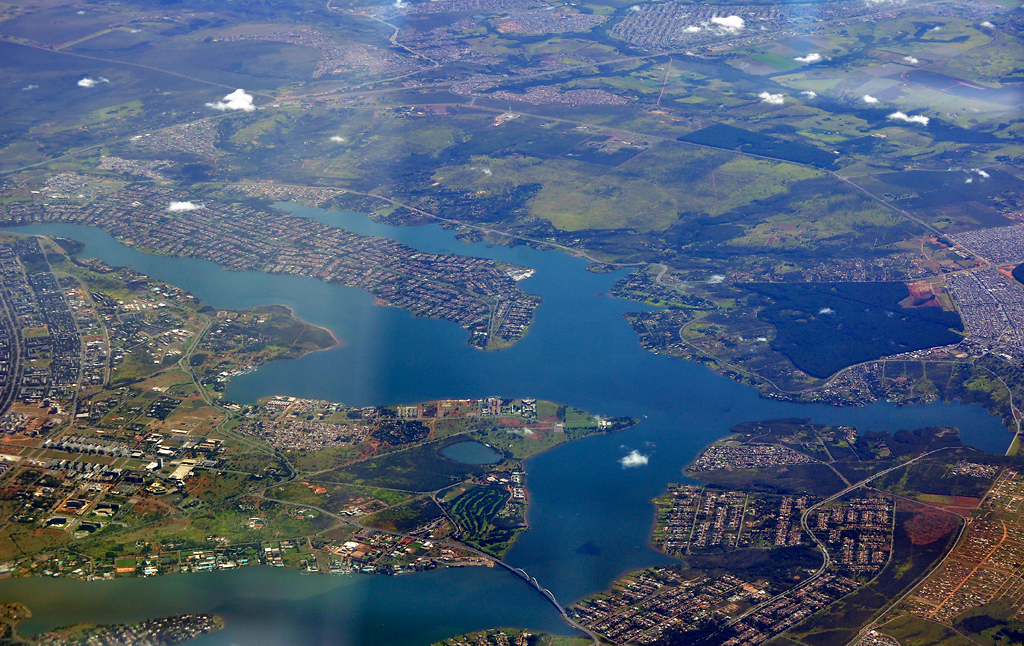
Vue aérienne du lac Paranoá

Implantée dans une position centrale du territoire du Brésil, la capitale se trouve à 620 km au nord-est de Belo Horizonte, à 872 km au nord de São Paulo, à 930 km au nord-nord-ouest de Rio de Janeiro, à 1 057 km à l'ouest-sud-ouest de Salvador, à 1 655 km à l'ouest-sud-ouest de Recife et à 1 688 km au sud-ouest de Fortaleza.
Située dans la région du Centre-Ouest du Brésil sur un plateau à 1 172 mètres d'altitude, en plein cœur du cerrado, la ville est située à proximité des limites de partage des eaux entre les bassins hydrographiques amazonien (nord-ouest), du Rio Tocantins (nord-est), et du bassin du rio São Francisco (nord), et de la Plata (sud).
La ville est bordée par le lac Paranoá, étendue d'eau artificielle créée en même temps que Brasilia dans le but d'assainir l'air et d'apporter un peu d'humidité à une région très sèche en hiver.

### Climat
Le climat est de type climat tropical de savane à hiver sec, marqué par un taux d'humidité très bas en hiver (25 %), il est classé Aw selon la classification de Köppen. Toutes les températures mensuelles moyennes sont supérieures à 18 °C. Les précipitations des mois les plus secs sont inférieures à 60 mm. Le mois de juin est le plus sec, avec 8,8 mm.
| Mois                              | jan.  | fév.  | mars  | avril | mai  | juin | jui. | août | sep. | oct.  | nov. | déc.  | année   |
| --------------------------------- | ----- | ----- | ----- | ----- | ---- | ---- | ---- | ---- | ---- | ----- | ---- | ----- | ------- |
| Température minimale moyenne (°C) | 17,4  | 17,4  | 17,5  | 16,8  | 15   | 13,3 | 12,9 | 14,6 | 16   | 17,4  | 17,5 | 17,5  | 16,1    |
| Température moyenne (°C)          | 22,2  | 22,1  | 22,3  | 21,7  | 20,4 | 19,3 | 19   | 21   | 22,2 | 22,5  | 22,1 | 21,9  | 21,4    |
| Température maximale moyenne (°C) | 26,9  | 26,7  | 27,1  | 26,6  | 25,7 | 25,2 | 25,1 | 27,3 | 28,3 | 27,5  | 26,6 | 26,2  | 26,6    |
| Précipitations (mm)               | 241,4 | 214,7 | 188,9 | 123,8 | 39,3 | 8,8  | 11,8 | 12,8 | 51,9 | 172,1 | 238  | 248,6 | 1 552,1 |

## Population
Alors que le District fédéral comptait 140 000 habitants lors de son inauguration en 1960, sa population était de 2 562 963 habitants (dont 209 855 dans le plan pilote) à partir du recensement effectué par l'Institut brésilien de géographie et de statistiques (IBGE) en 2010 pour les 50 ans de la fondation de la ville.
Depuis 1960, l'évolution démographique de Brasília a été :
| 1960    | 1970    | 1980      | 1991      | 2000      |
| ------- | ------- | --------- | --------- | --------- |
| 141 742 | 546 015 | 1 203 333 | 1 598 415 | 2 043 169 |

| 2010      | 2022      | - | - | - |
| --------- | --------- | - | - | - |
| 2 570 160 | 2 817 068 | - | - | - |

| Histogramme de l'évolution démographique de Brasilia |           |
| \| 1960 \| 141 742 \| \| 1970 \| 546 015 \| \| 1980 \| 1 203 333 \| \| 1991 \| 1 598 415 \| \| 2000 \| 2 043 169 \| \| 2010 \| 2 570 160 \| \| 2022 \| 2 817 068 \| |           |
| 1960 | 141 742   |
| 1970 | 546 015   |
| 1980 | 1 203 333 |
| 1991 | 1 598 415 |
| 2000 | 2 043 169 |
| 2010 | 2 570 160 |
| 2022 | 2 817 068 |

La croissance démographique moyenne de la ville est de 2,82 % par an et est due en grande partie à l'immigration en provenance d'autres régions du Brésil. Cette croissance s'effectue majoritairement vers les villes-satellites. Le district s'étend sur 5 802 km2.
Les habitants de Brasília sont appelés Brasilienses. Les ouvriers, venus de tout le pays, mais principalement du Minas Gerais et surtout du Nordeste pour travailler à la construction de la ville ont été appelés Candangos (féminin Candangas), terme qui n'a pas de signification particulière, mais trouve son origine de mots issus de l'esclavage. Les travailleurs des classes moyenne et supérieure (ingénieurs, médecins, etc.) furent, eux, désignés comme Pioneiros (« pionniers »). Les Brésiliens de la nouvelle génération nés à Brasília, par similitude avec le terme Candangos , s'appellent entre eux Calangos, terme qui désigne une espèce de lézard de la région.
Si la population du plan pilote est globalement aisée, peuplée de fonctionnaires gouvernementaux et diplomates en poste à Brasília, les villes satellites sont populaires, et certaines d'entre elles subissent une forte criminalité.

## Gouvernement
Brasília ne compte ni préfets ni conseillers, puisque l’article 32 de la Constitution fédérale de 1988 interdit explicitement au District fédéral d’être divisé en municipalités.
Le District fédéral a des pouvoirs exécutifs et législatifs, les pouvoirs judiciaires restant du ressort de l'Union. L'exécutif est exercé par le gouverneur de district, élu par la population. Le législatif est exercé par une chambre législative composée de députés de district également élus par la population. Le District Fédéral a le statut d'État fédéral sous de nombreux autres aspects. Il a ses propres représentants à la Chambre des députés et au Sénat fédéral du Congrès national.

## Économie

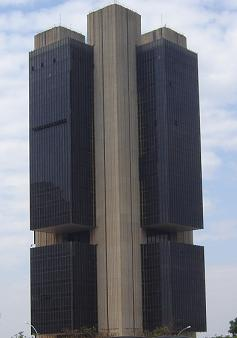
Le siège de la banque centrale

Brasília centralise l'administration : le pouvoir législatif, le pouvoir exécutif et le pouvoir judiciaire, ainsi que l'armée (40 % des emplois). Les entreprises privées ne représentent qu'une petite partie de l'activité locale, d'autant plus que les industries lourdes et polluantes y sont interdites par la loi. Les services représentent plus de 90 % de l'activité du district fédéral.
Brasília abrite plusieurs sièges d'institutions bancaires, notamment la Banque centrale du Brésil, le Banco do Brasil, la Caixa Econômica Federal (« Banque fédérale de l'économie »), ainsi que plusieurs chaines de télévision brésiliennes et de groupes de télécommunication.

## Transports

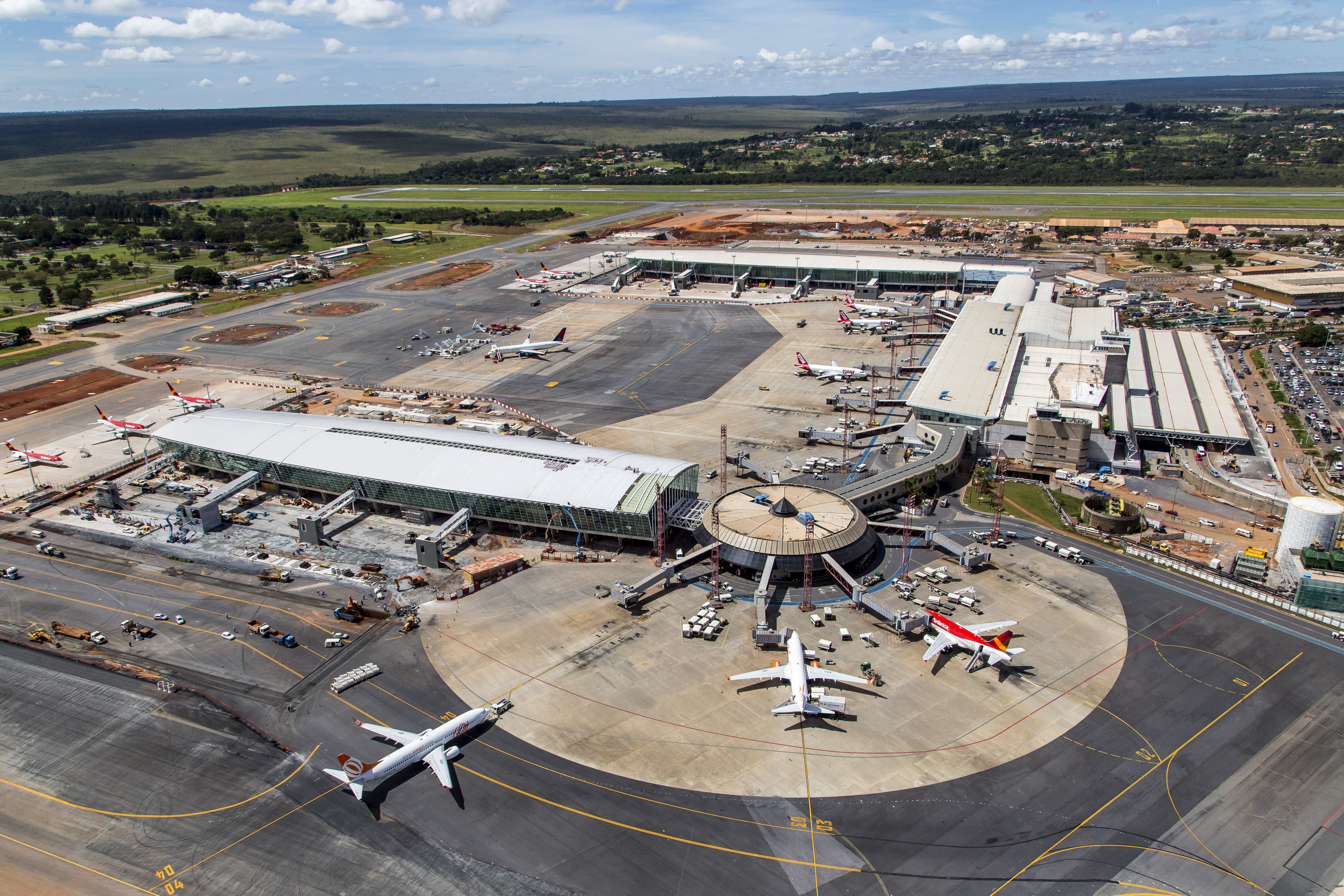
Aéroport international Juscelino Kubitschek (Brasília)

### Transport aérien
Brasília est desservie par un aéroport international (Brasília Internacional ou Aéroport international Presidente Juscelino Kubitschek).

### Transport routier
Brasília, construite dans les années 1960, a été pensée pour l'automobile. Les autres modes de déplacements y sont donc difficiles, mêmes s'ils existent.
Le tracé des routes et des espaces de stationnement postulait que chaque famille possèderait un seul véhicule. Aujourd'hui bien des familles aisées du Plano Piloto (« plan pilote ») en possèdent plusieurs, parfois une par personne. À l'image des autres villes brésiliennes plus anciennes, les axes s'en trouvent congestionnés aux heures de pointe, et les zones de stationnement des superquadras (pt) sont souvent pleines.

### Transport en commun
L’offre de transports en commun est limitée en raison de la grande superficie du territoire et des densités de population trop faibles en comparaison avec d’autres grandes villes brésiliennes. Ils sont assurés essentiellement par un réseau de bus. La construction du métro a débuté en 1992, il dessert les villes satellites de Taguatinga, Guará, Ceilândia, Águas Claras, Samambaia et l'aile sud du Plan pilote. Le métro n'a cependant que peu contribué à améliorer la situation, du fait de l'extension limitée du réseau et de l’étalement urbain toujours plus important au sein du District fédéral mais également à sa périphérie.

## Éducation
Brasília abrite de nombreuses universités, les deux principales étant l'université de Brasilia et l'université catholique de Brasilia (en).

## Urbanisme et culture

### Généralités

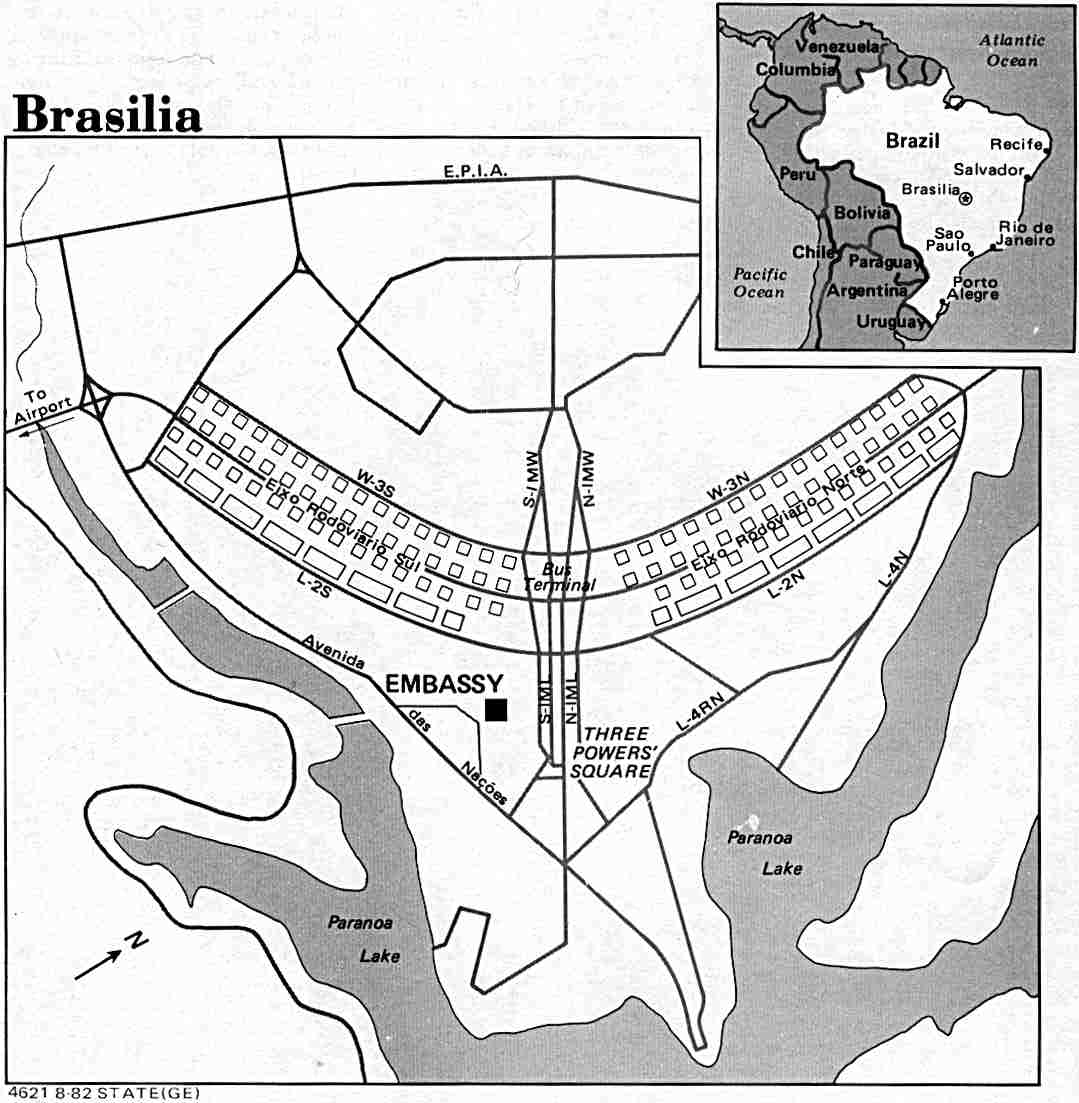
Schéma du plan pilote

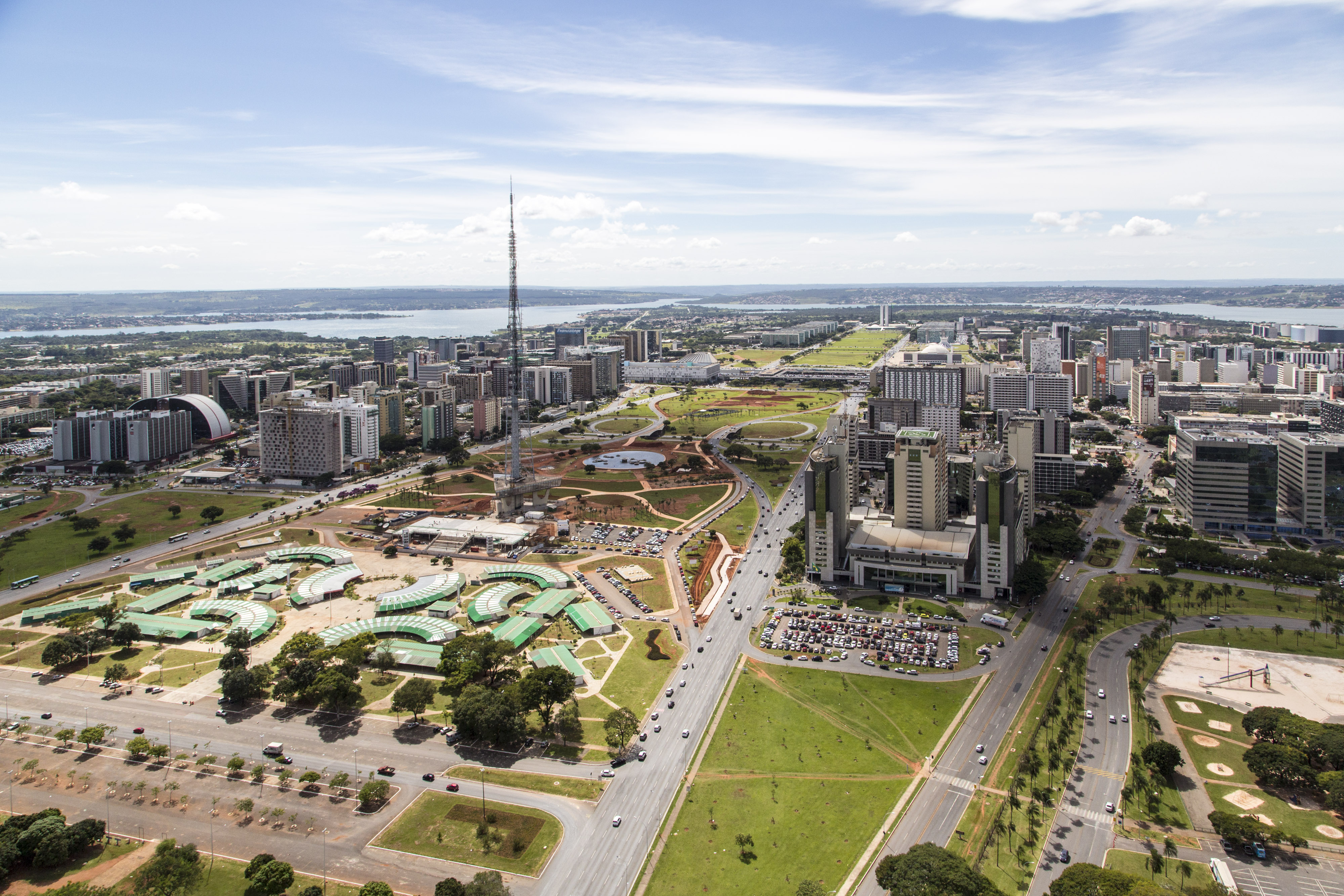
L'Axe monumental

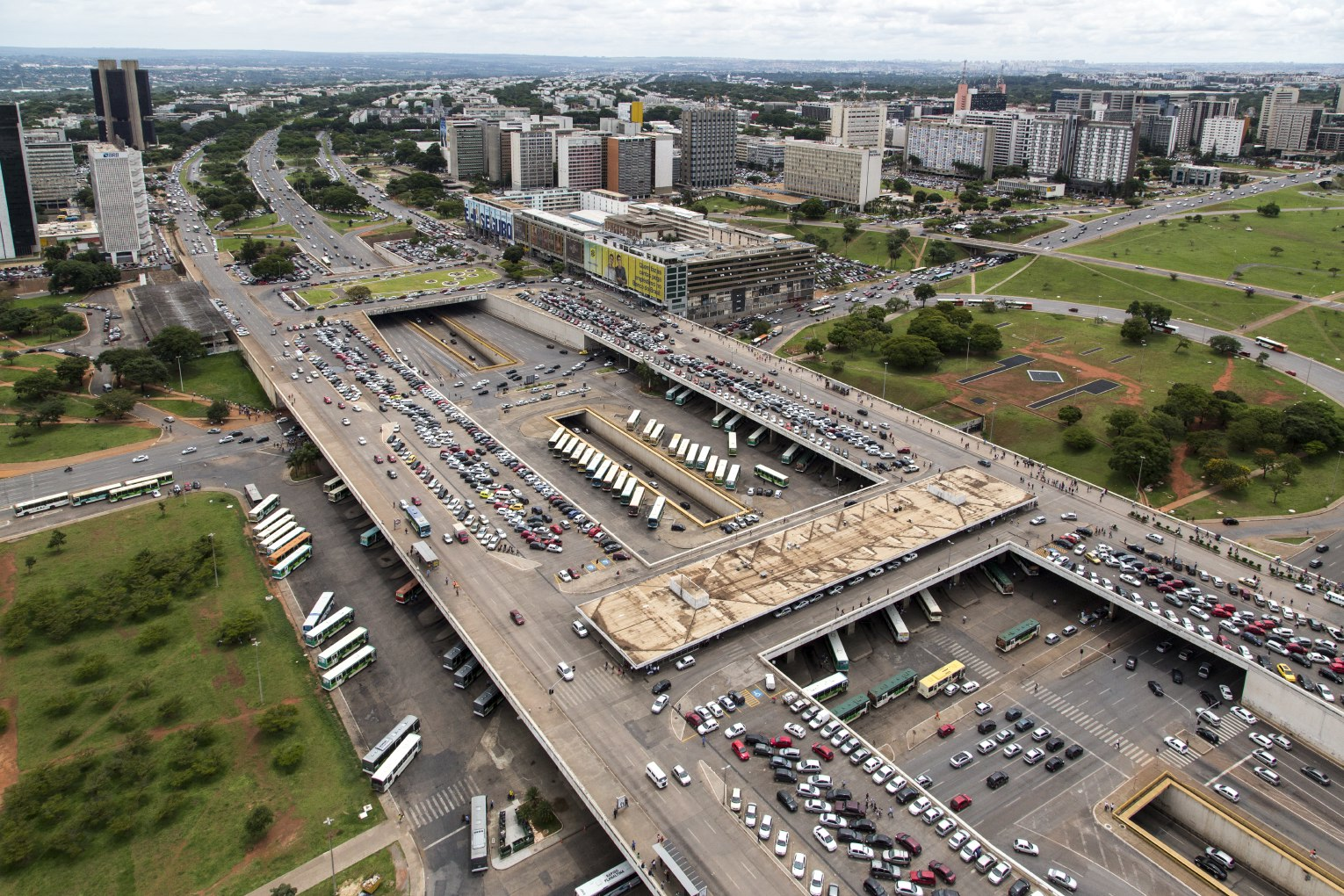
L'Eixo Rodoviário

L'urbaniste Lúcio Costa est l'auteur du plan pilote qui donne à la ville une forme d'avion, inscrit dans un lac artificiel : le lac Paranoá. Les quartiers résidentiels sont fonctionnels et ont été pensés comme auto-suffisants : centres commerciaux, écoles et parcs sont à proximité.
Les bâtiments principaux ont été conçus par l'architecte Oscar Niemeyer : la cathédrale (4 000 places), le Palais du Congrès national (Chambre des députés et Sénat), le ministère des Affaires étrangères, le Tribunal suprême et le palais de la présidence.
Les pouvoirs judiciaire, exécutif et législatif sont regroupés autour de la majestueuse Place des Trois Pouvoirs.
Chef-d'œuvre d'architecture moderne, Brasília a été la première ville fondée au XXe siècle (et aussi la première ville moderne) inscrite sur la Liste du patrimoine mondial de l’UNESCO le 7 décembre 1987, 27 ans après son inauguration. Sous la coordination de l'architecte Briane Bicca, le Groupe de Travail Brasília (GT Brasília) a préparé le dossier technique de la candidature de la municipalité brésilienne.

### Le plan pilote
La ville s'organise autour de deux axes perpendiculaires : l’Eixo monumental et l’Eixo Rodoviário (ou simplement Eixāo).
L'Eixo monumental, orienté est-ouest, coupe la ville en deux parties symétriques. Il est considéré par les Brésiliens comme la plus large avenue du monde, avec 250 m séparant ses deux fois six voies au point le plus large. Vu du ciel, il représente la flèche, le fuselage de l'avion. À sa pointe est se situe la place des trois pouvoirs, ainsi que l'esplanade des ministères.
L'Eixo Rodoviário, courbe, traverse la ville du nord au sud. Vue du ciel, elle représente les ailes de l'avion. L'aile sud et l'aile nord, organisées en superquadras (pt) le long de l'axe, regroupent un peu plus de 200 000 habitants. Il est constitué d'une "piste" principale de deux fois trois voies, accessibles à partir des axes secondaires (eixinhos en portugais, littéralement petits axes). Les axes secondaires se trouvent de part et d'autre de l'Eixao, chacun étant constitué de deux fois deux voies. L'Eixāo permet de traverser l'Axe monumental dans un tunnel. L'Eixão est exclusivement réservé à la circulation des véhicules, des passages souterrains sont aménagés pour la traversée des piétons.
Deux autres axes traversent de nord à sud le Plano Piloto, respectivement à l'ouest et à l'est de l'Eixão : W3 et L2. Ces axes sont bordés de commerces et de résidences.
Au croisement des deux axes se trouve la r,odoviária, qui accueille la station Central (pt) du métro et qui est aussi celle du réseau d'autobus.

### Autres monuments et lieux touristiques

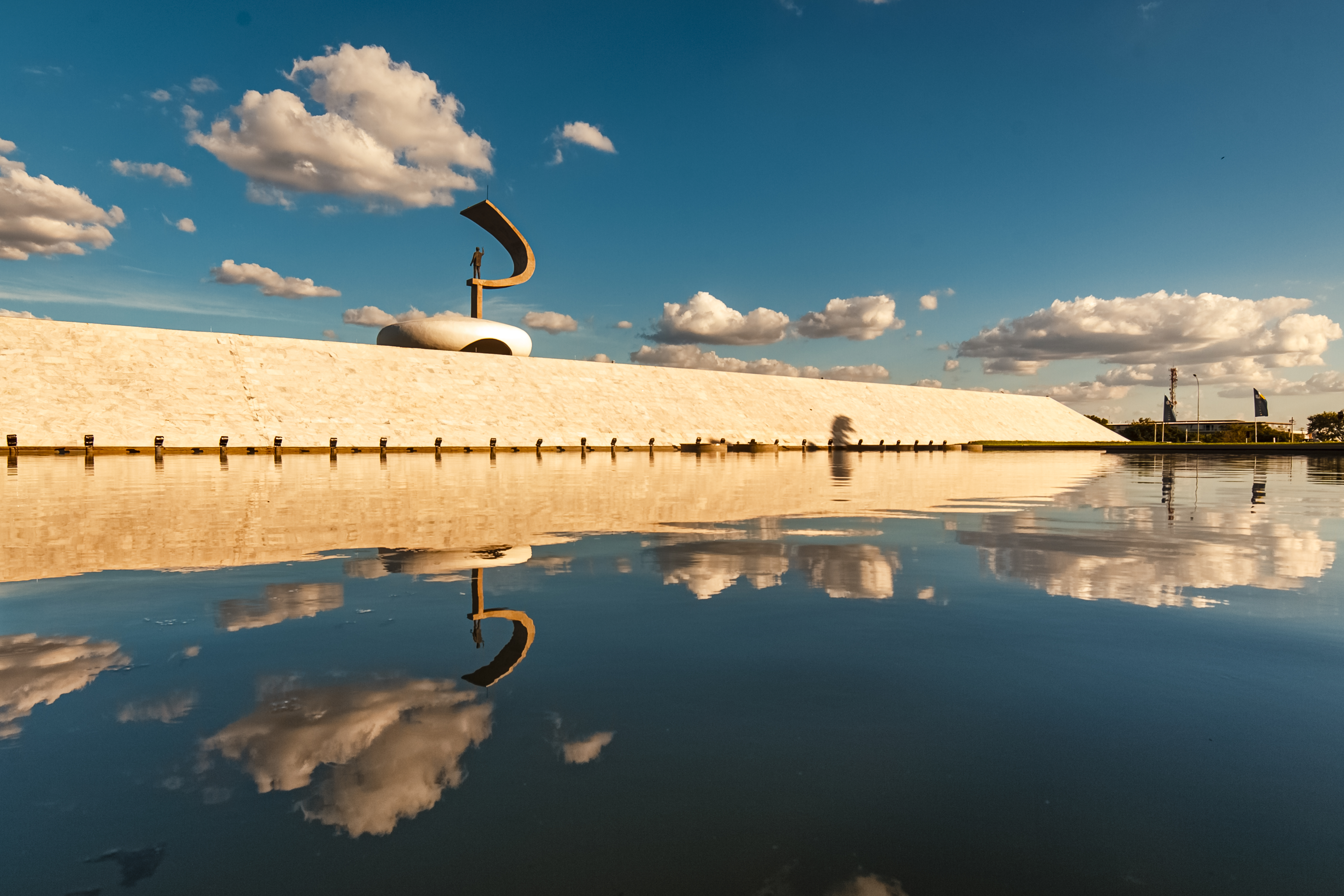
Centre culturel et Memorial JK à Brasilia.

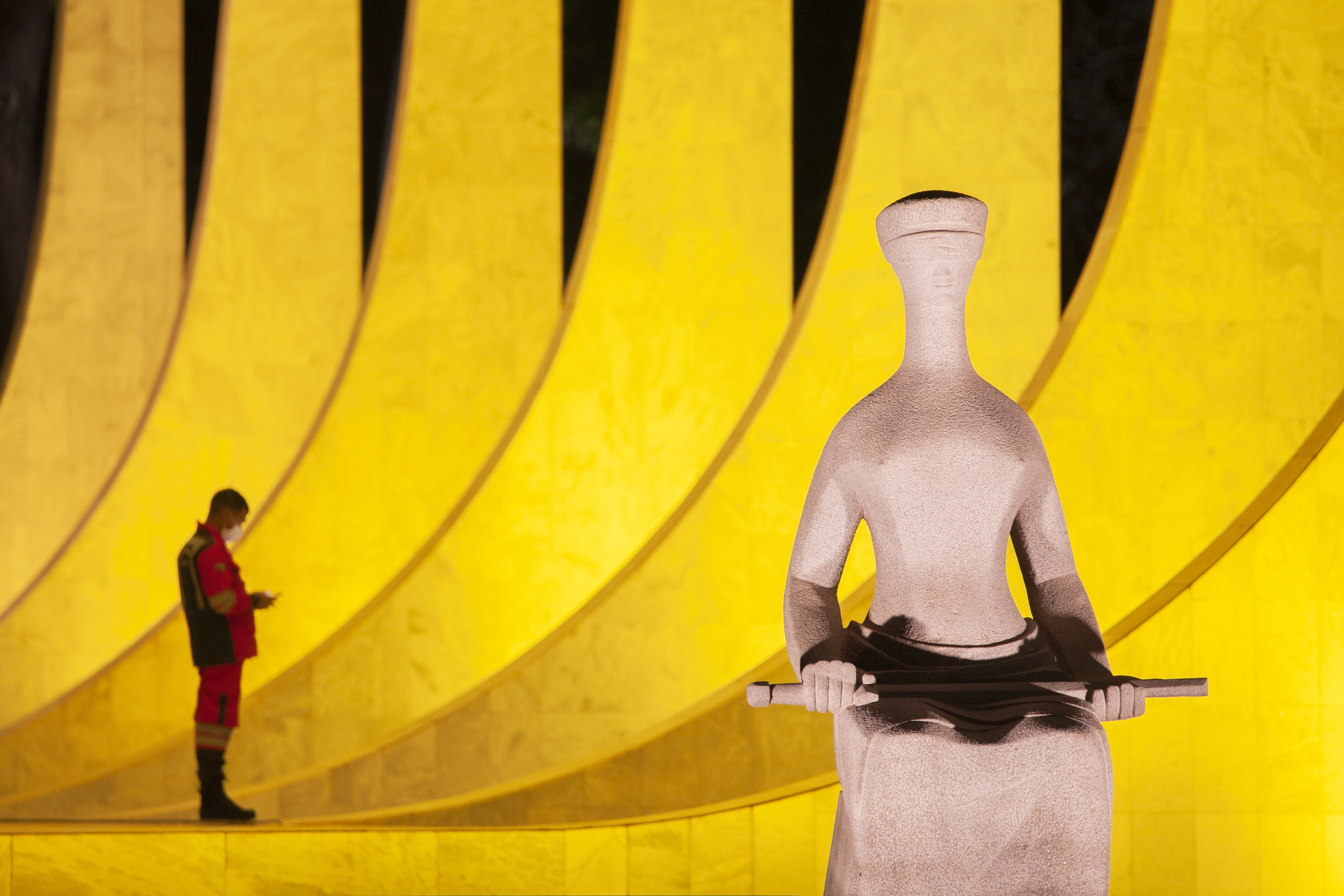
Au Palácio do Supremo Tribunal Federal à Brasilia. Mai 2020.

Le Parque da Cidade Dona Sarah Kubitschek (pt), plus connu sous le nom de Parque da Cidade est un parc localisé entre l'Asa Sul et le quartier Sudoeste. Il fut inauguré en 1978 avec une surface de plus de 420 hectares, constituant ainsi un des plus grands parcs urbains au monde. En raison de sa taille, de nombreuses personnes s'y rendent en voiture, et ses treize espaces de stationnement sont devenus des points de rencontres dotés de bars et de restaurants.
Les autres parcs de la ville sont le parc national de Brasília, appelé aussi Agua Mineral, le parc Olhos d'Agua (localisé dans le quartier de l'Asa Norte - SQN 412 et 413), le Jardin zoologique de Brasília (dans la ville-satellite de Candangolândia), le Jardin botanique de Brasília (dans le quartier du Lago Sul) et le Parque Ecológico Burle Marx (entre les quartiers de l'Asa Norte et du Setor Noroeste).

### Films tournés à Brasilia
• Qu’est ce que penalty,1999

Jean Paul Belmondo dans L'Homme de Rio, à Brasilia

- L'Homme de Rio, 1964, est en partie tourné à Brasilia
- L'Âge de la Terre, 1980
- OSS 117 : Rio ne répond plus, 2009
- Le Rédempteur, 2014

## Sports

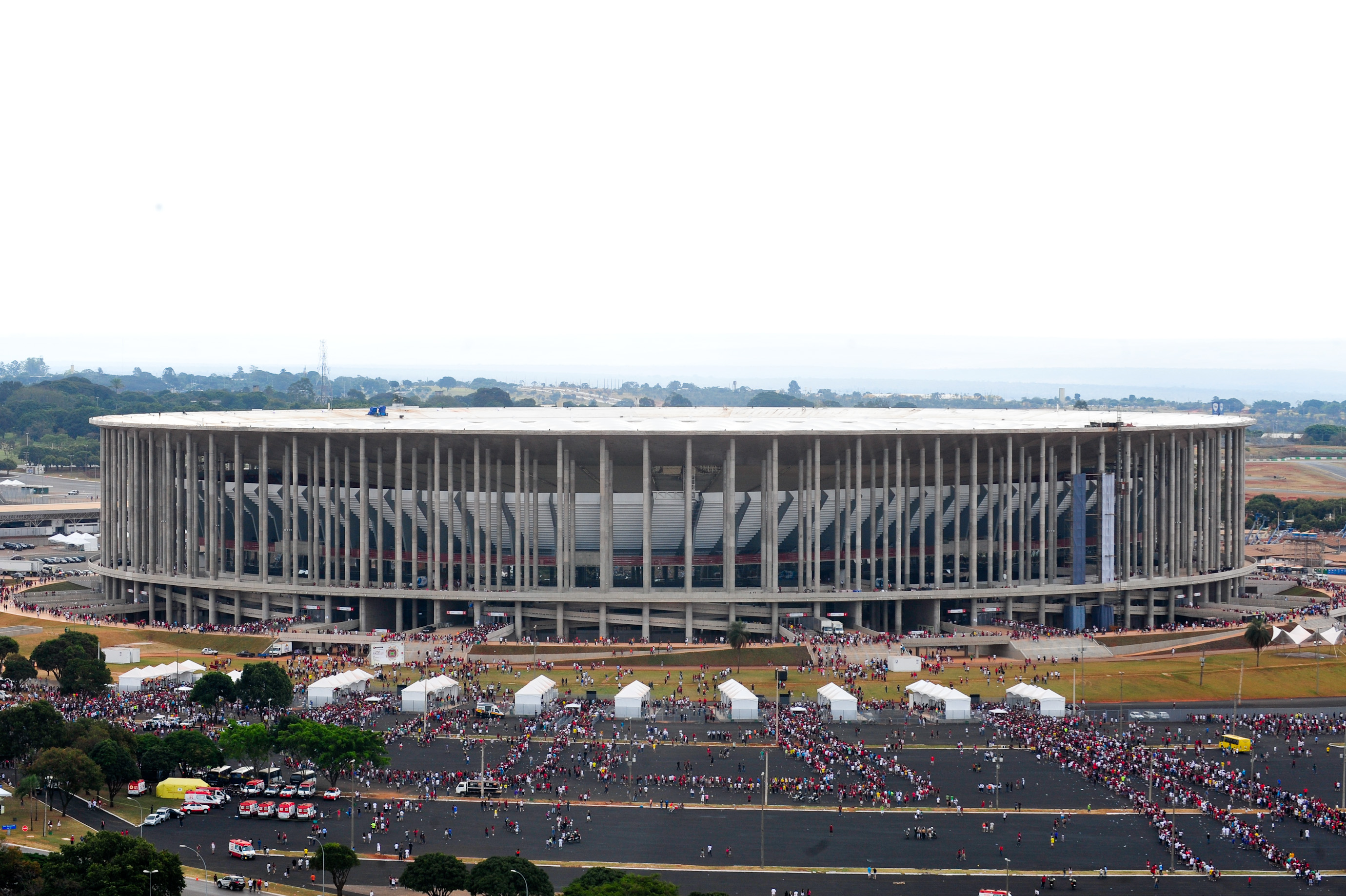
Le stade Mané-Garrincha.

En football, la Fédération de Brasília de football organise le Championnat de Brasília, l'un des 27 championnats des États brésiliens. Ses principales équipes sont la Sociedade Esportiva do Gama, le Ceilândia Esporte Clube et le Brasiliense Futebol Clube, qui évolue actuellement en Série B du championnat brésilien.
Plusieurs stades sont en service (comme le stade Ciro Machado do Espírito Santo), le principal étant le stade national de Brasilia Mané-Garrincha (construit en 1974, rénové en 2013).
Le circuit automobile Autódromo Internacional Nelson Piquet (Brasília) est implanté à Brasília.

## Personnalités liées à la ville
- Luciano Corrêa (1982-), judoka brésilien, champion du monde
- Renato Moicano, combattant de MMA évoluant à l'UFC
- Paula Pequeno, joueuse de volley-ball, double champion olympique
- Felipe Nasr, pilote automobile brésilien
- Marílson Gomes dos Santos, marathonien brésilien, champion panaméricain
- Érika Miranda, judoka brésilien, champion panaméricain, médaillé d'argent aux championnats du monde
- Guilherme Schimidt (en), judoka brésilien, champion panaméricain
- César Castro (en), plongeur brésilien, médaillé panaméricain
- Vitorino Hilton (né en 1977), footballeur
- Tulio de Oliveira (né en 1976), co-découvreur du variant Omicron du SARS-CoV-2
- Amoroso, footballeur brésilien
- Rosane Kaingang (? - 2016), activiste indigène brésilienne, y est morte.

## Galerie

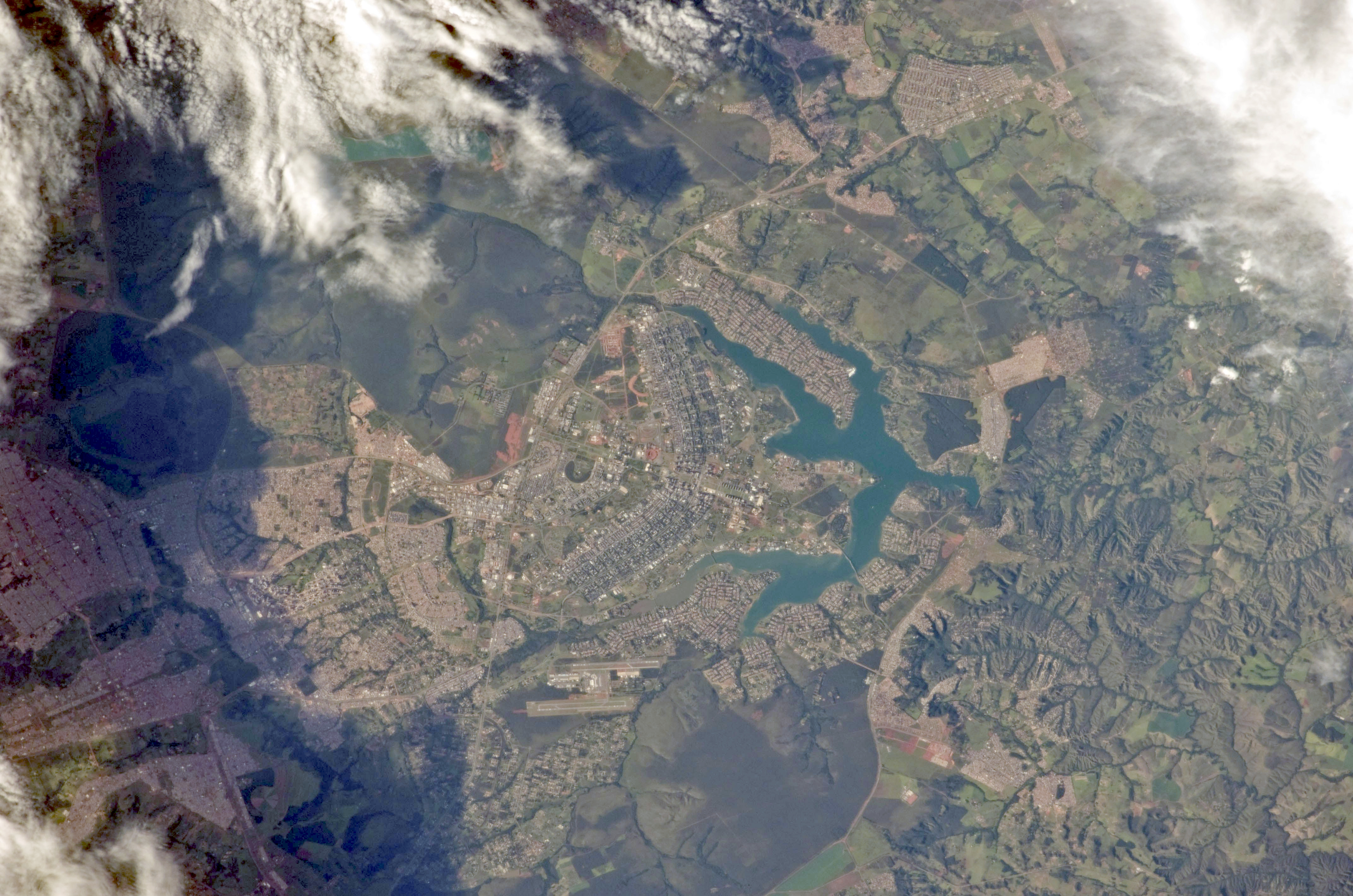
Vue aérienne de Brasilia.
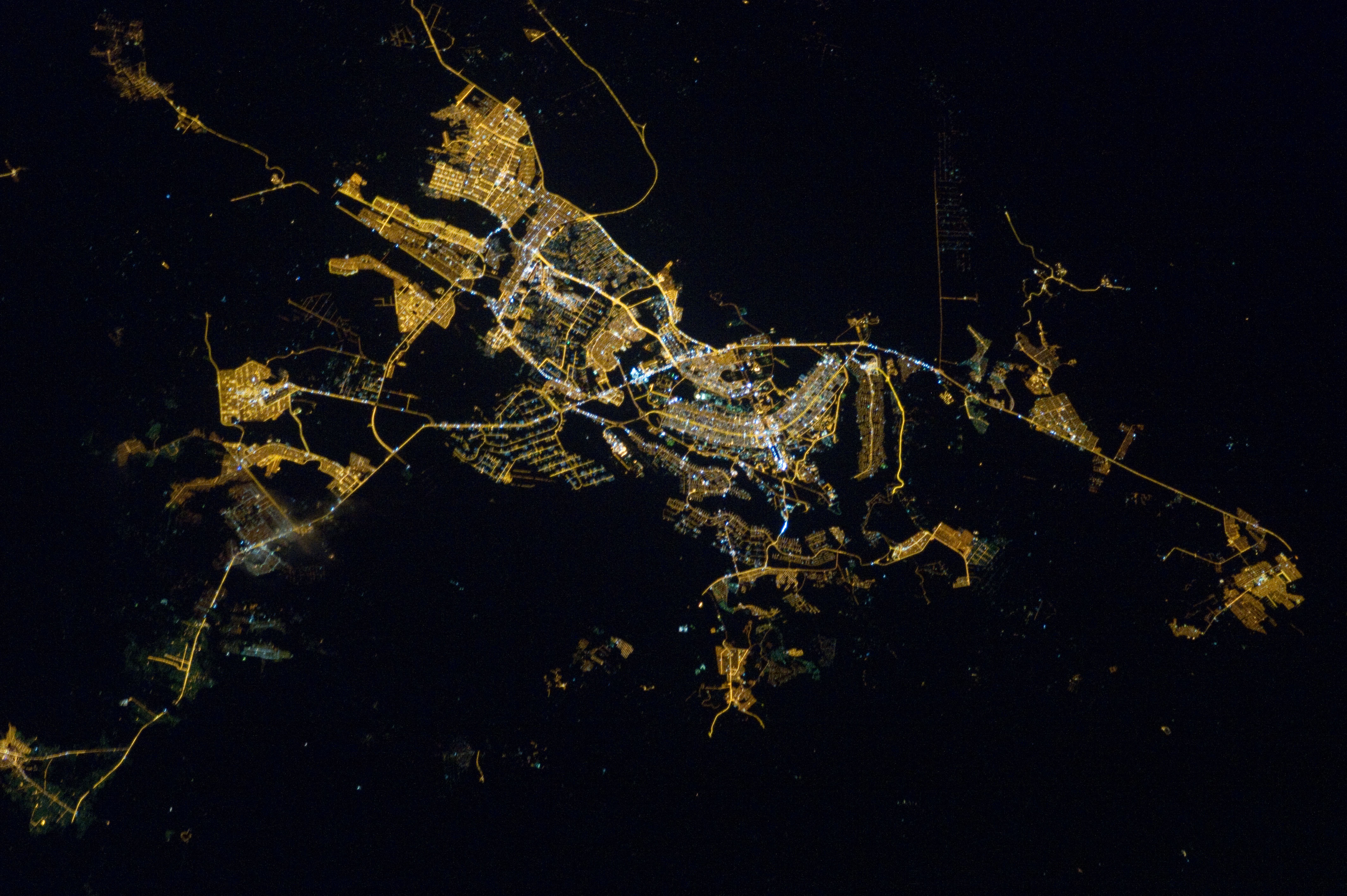
Vue nocturne de Brasilia.
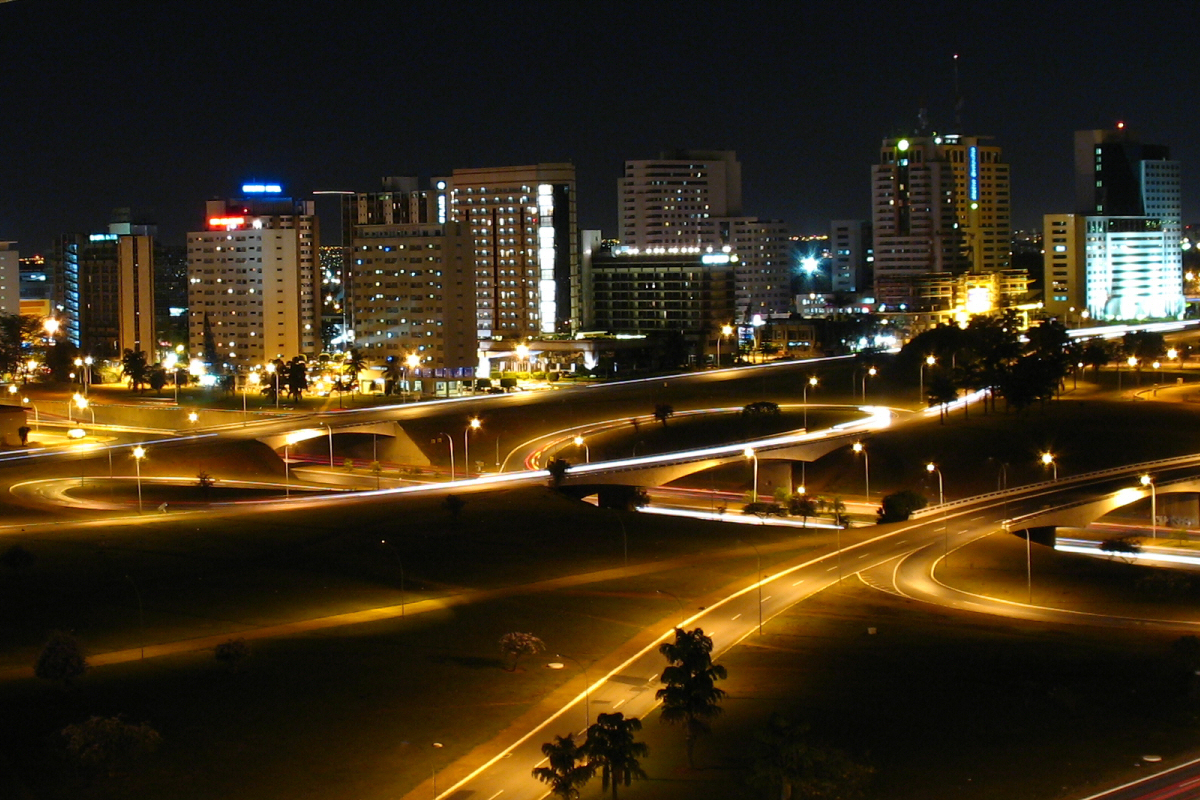
Secteur économique.
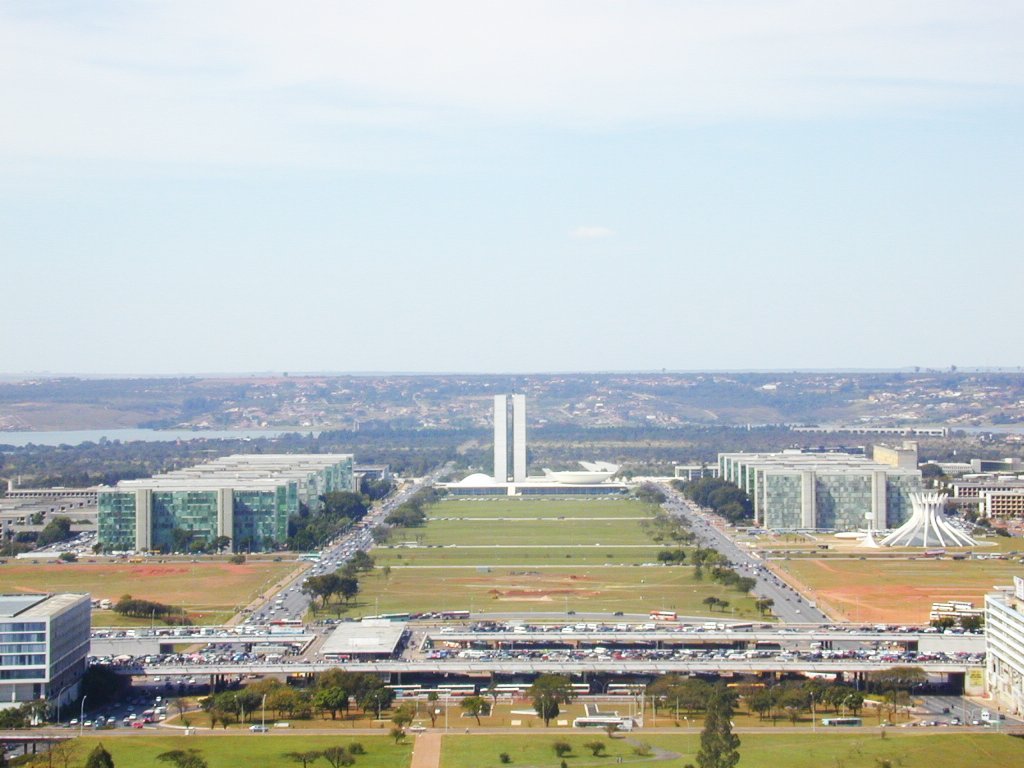
Vue des ministères, du Congrès national et de la cathédrale.
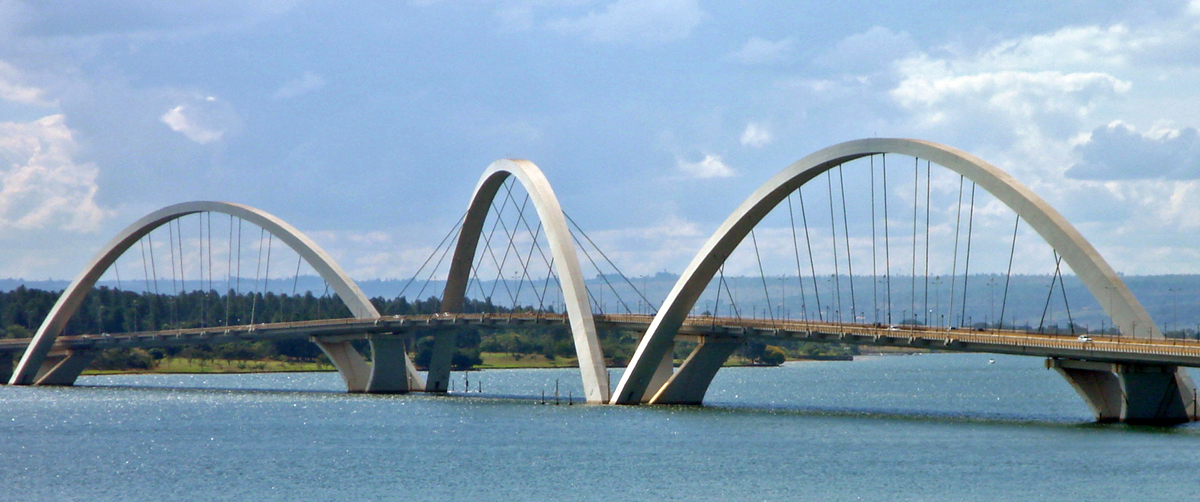
Le pont Juscelino Kubitschek depuis la rive Est du lac Paranoá.
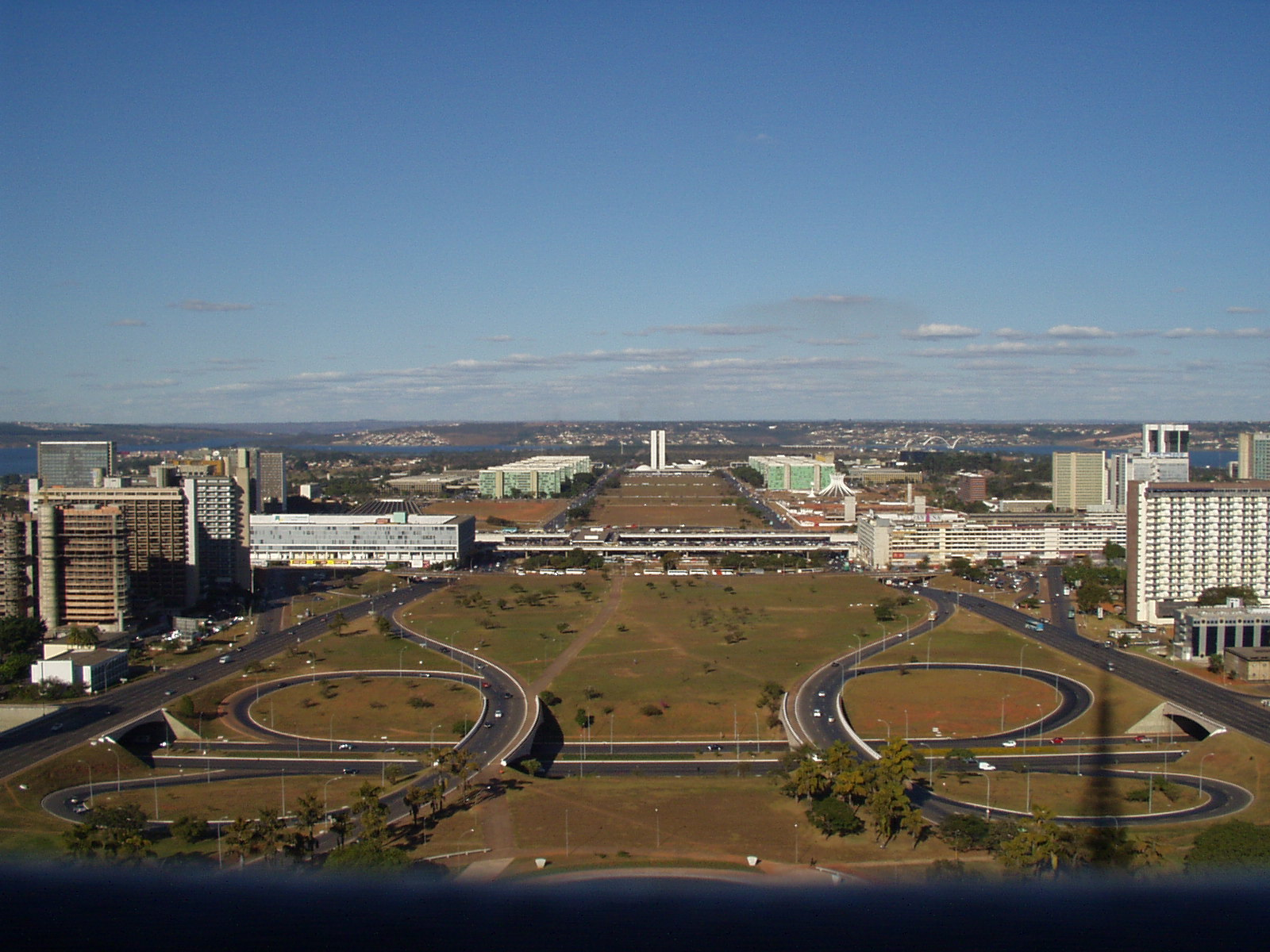
Le grand axe monumental de la ville avec au loin l'esplanade des ministères et le Parlement vu depuis la tour de la télévision.
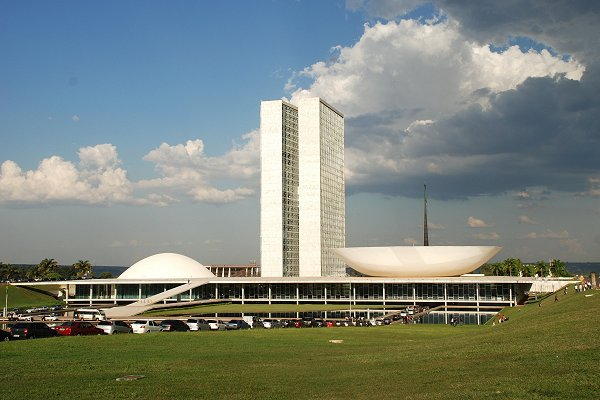
Le Congrès.
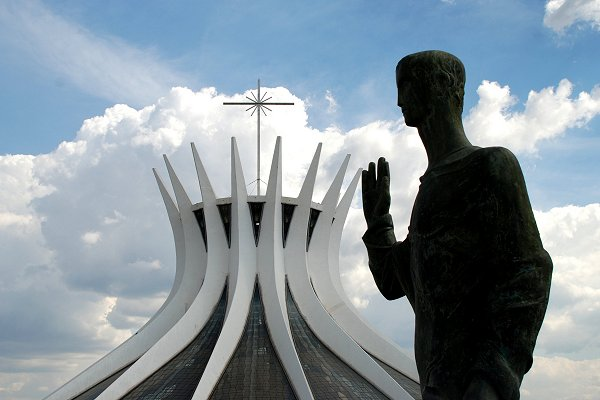
La cathédrale.
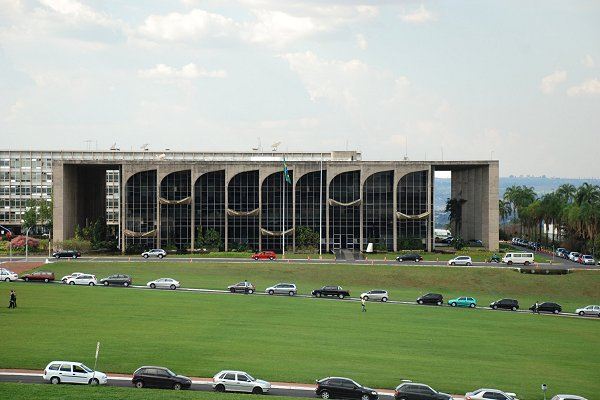
Le ministère de la Justice.
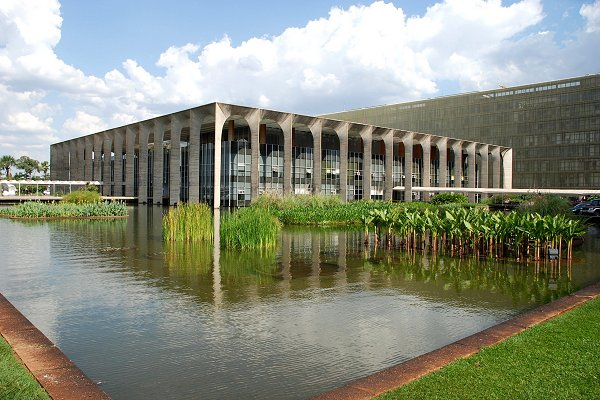
Le ministère des Affaires étrangères.
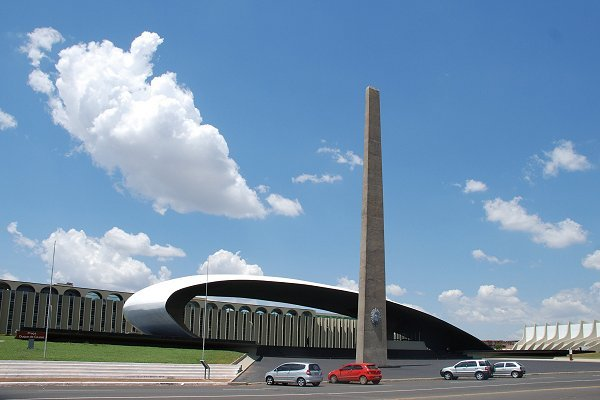
Le Quartier Général de l'Armée de Terre.
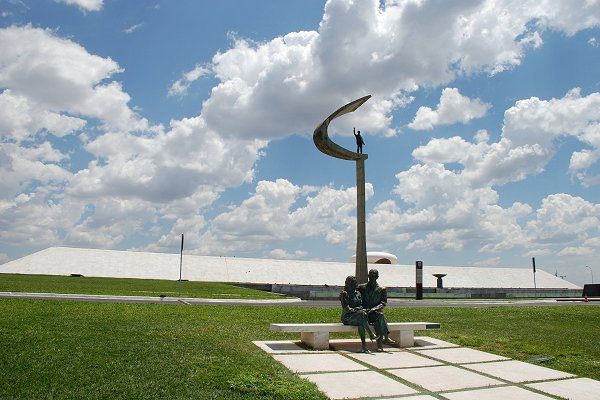
Le mausolée Juscelino Kubitschek.
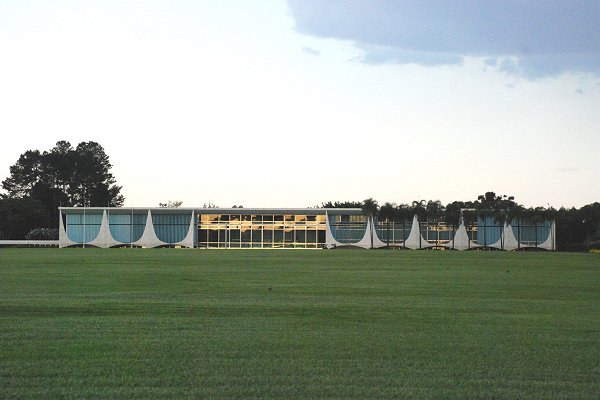
Le palais de l'Aurore.
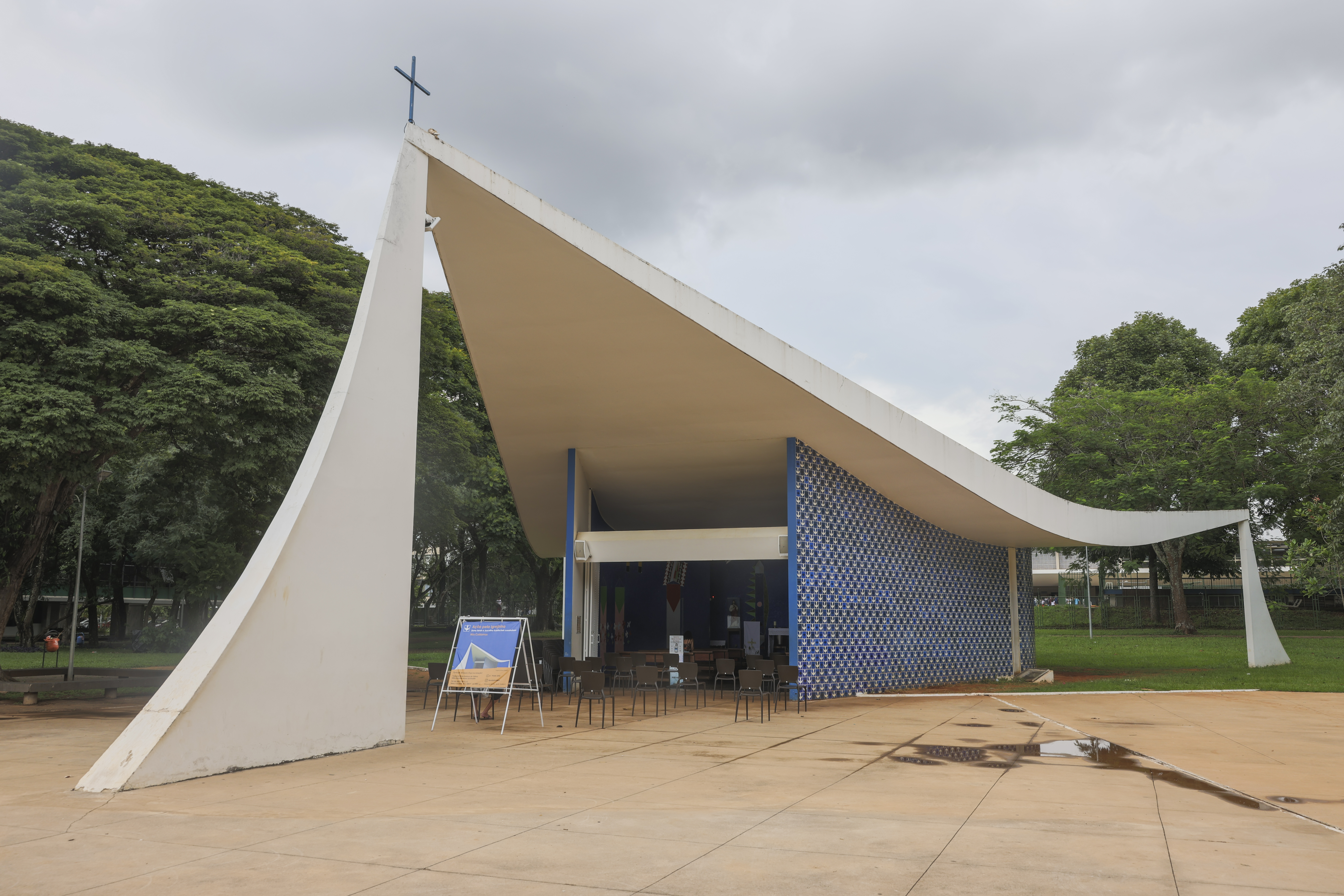
La chapelle N. D. de Fatima.
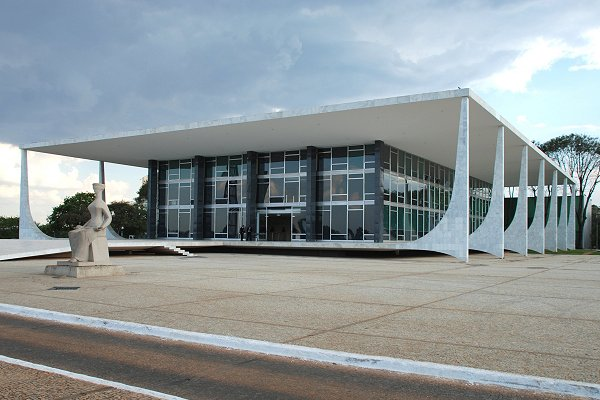
La Cour suprême.
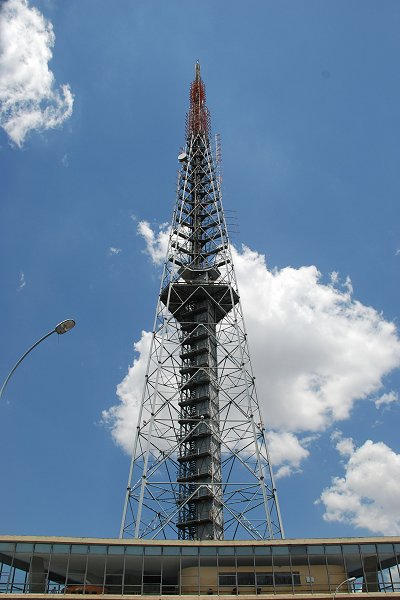
La tour de la télévision.
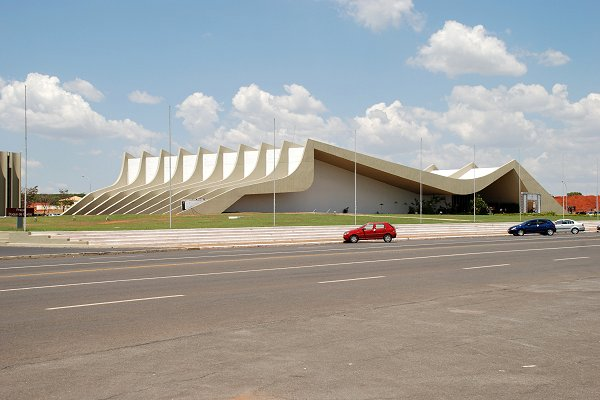
Le théâtre Pedro Calmon.
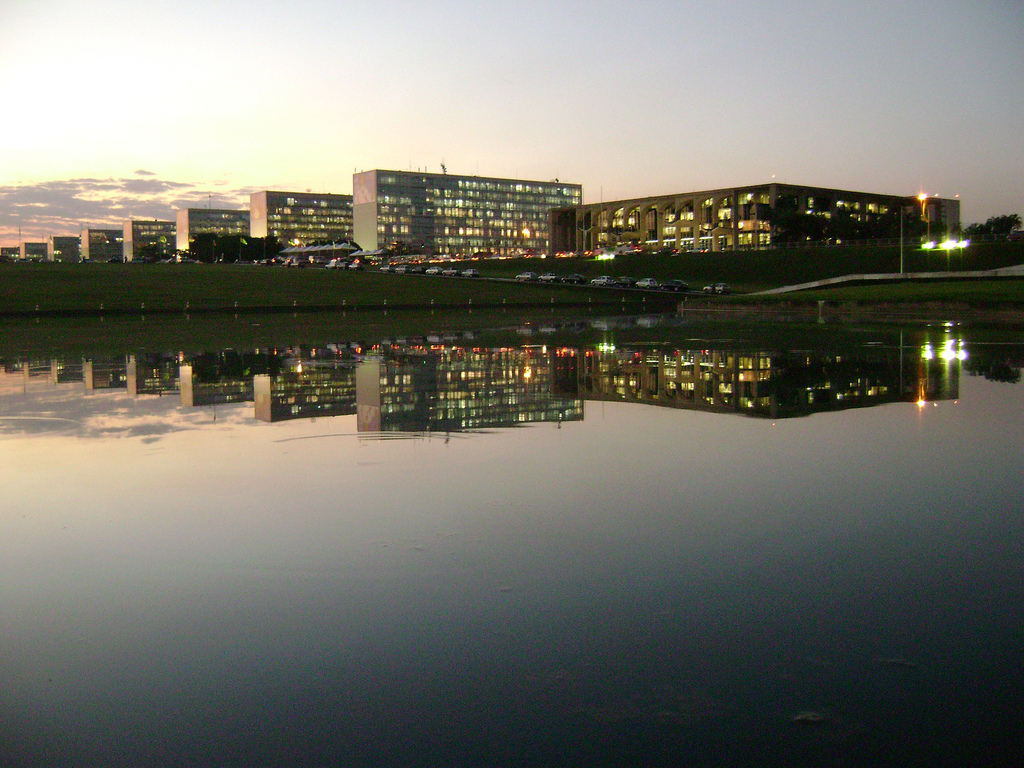
Esplanade des Ministères.
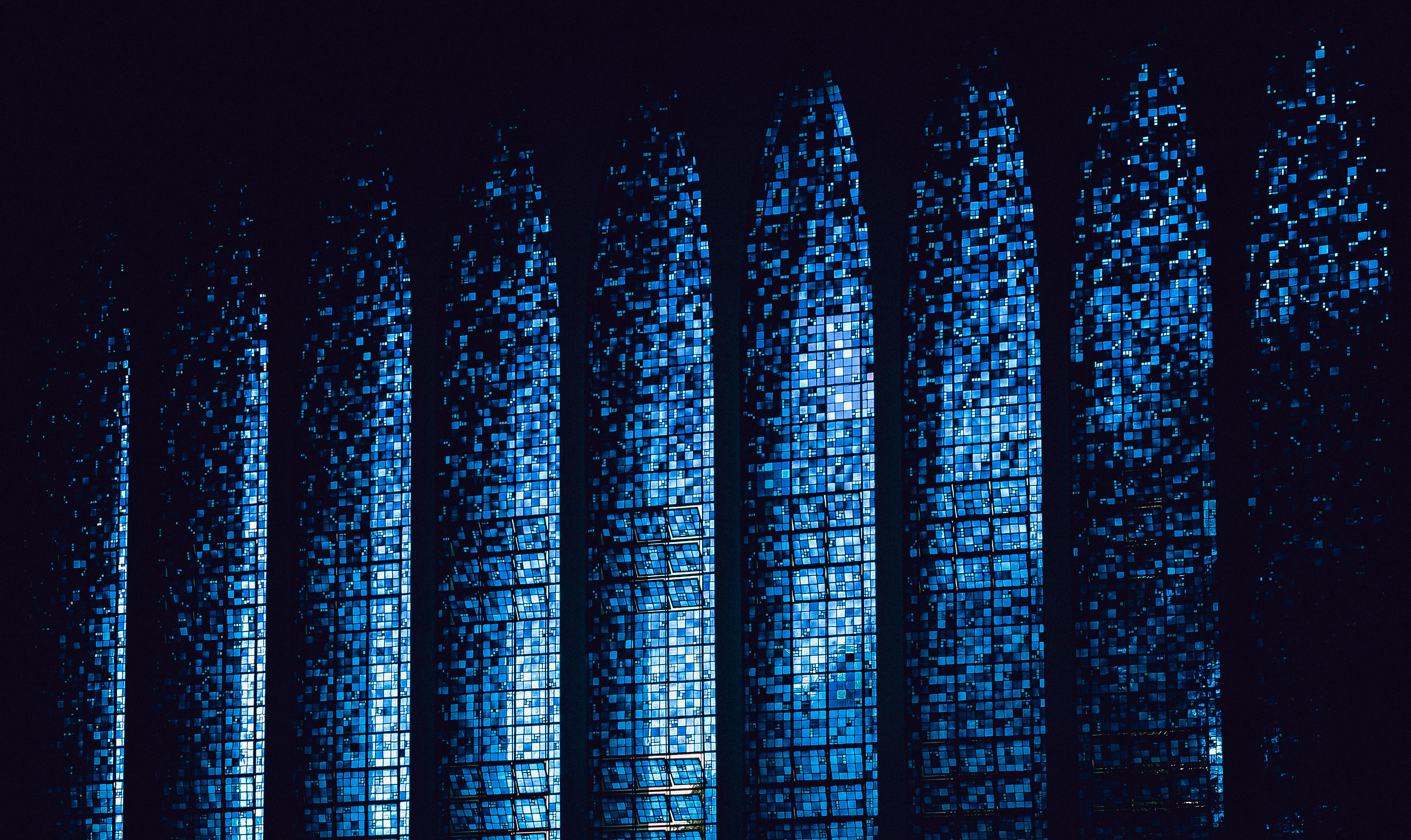
Vitraux dans le sanctuaire Dom Bosco à Brasilia.
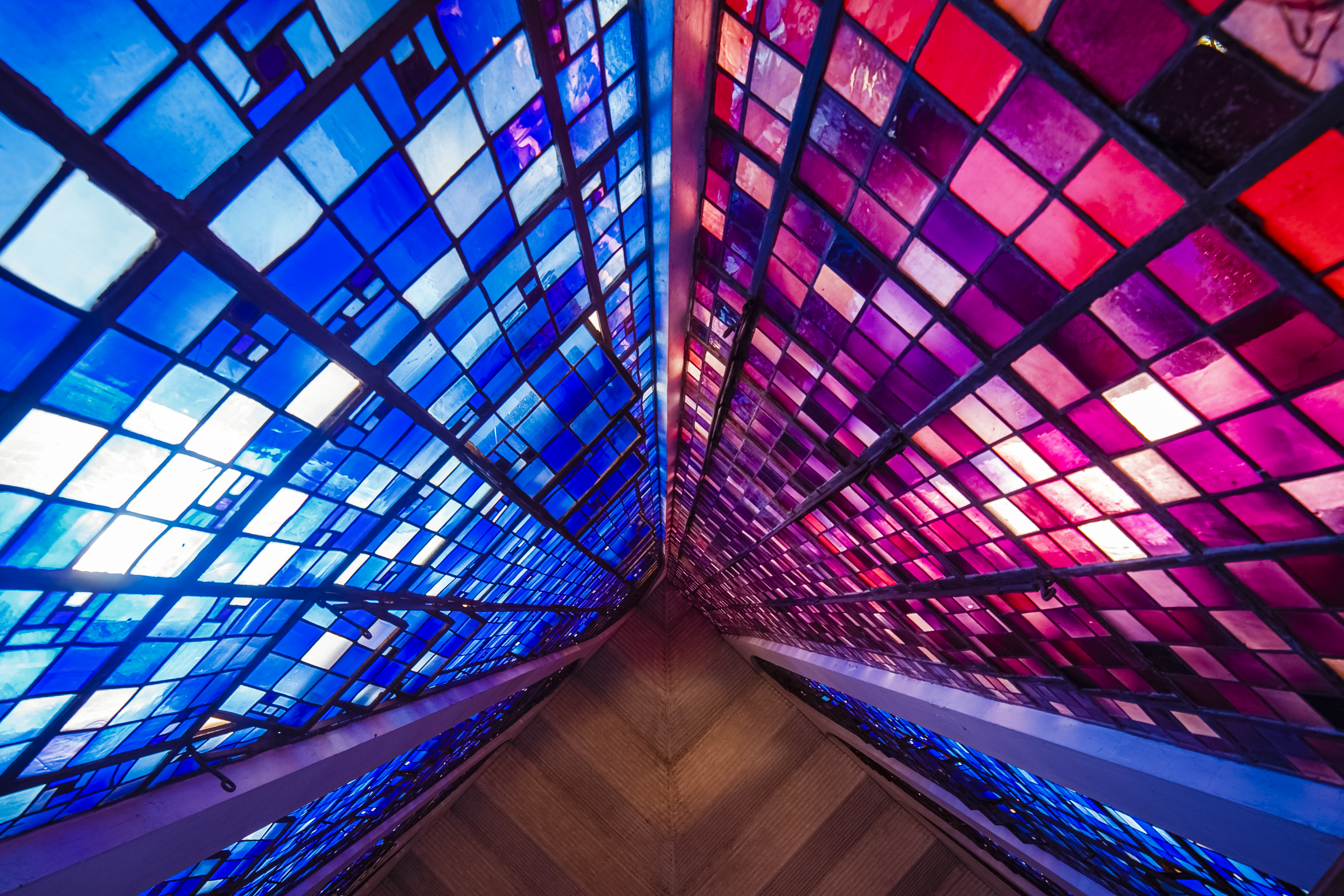
Couleurs dans le Santuário Dom Bosco (pt) à Brasilia. Octobre 2021.

## Jumelages
- Abuja (Nigeria)[19],[20]
- Asuncion (Paraguay)[19]
- Amsterdam (Pays-Bas)[20]
- Beijing (Chine)[20]
- Berlin (Allemagne)[20]
- Bogota (Colombie)[20]
- Boston (États-Unis)[20]
- Bruxelles (Belgique)[19],[20]
- Buenos Aires (Argentine)[19],[20]
- Diamantina (Brésil)[20]
- Doha (Qatar)[20]
- Gaza (Palestine)[19]
- Guadalajara (Mexique)[20]
- Khartoum (Soudan)[19],[20]
- La Havane (Cuba)[19]
- Lima (Pérou)[19],[20]
- Lisbonne (Portugal)[19]
- Louxor (Égypte)[19]
- Maputo (Mozambique)[19],[20]
- Montevideo (Uruguay)[19],[20]
- Pretoria (Afrique du Sud)[19]
- Santiago (Chili)[19]
- Rome (Italie) (accord de coopération)[20],[21],[22],[23]
- Téhéran (Iran)[19],[20]
- Vienne (Autriche)[19],[20]
- Washington (États-Unis) (accord de coopération)[19],[20]
- Xi'an (Chine)[19],[20]